# Seznam japonskih biatloncev
Seznam japonskih biatloncev.

## A
- Marija Abe

## B
- Kazuki Baišo

## C
- Ikujo Cukidate

## F
- Sari Furuja

## H
- Asuka Hačisuka

## I
- Kazuja Inomata
- Hidenori Isa

## J
- Judži Jamanaka
- Isao Jamase

## K
- Šoiči Kinošita
- Cukasa Kobonoki
- Šohei Kodama

## M
- Rjo Maeda
- Sari Maeda
- Hironao Meguro
- Rina Micuhaši
- Jošinobu Murase

## N
- Džundži Nagai
- Jošio Ninomine

## O
- Kosuke Ozaki

## S
- Hiromi Seino-Suga
- Kjodži Suga

## Š
- Mami Šindo-Honma

## T
- Fujuko Tačizaki
- Mikito Tačizaki
- Rjoko Takahaši
- Mie Takeda
- Jurie Tanaka
- Tamami Tanaka